# Bathythrix triangulifera
Bathythrix triangulifera là một loài tò vò trong họ Ichneumonidae.